# Argonnerwaldlied

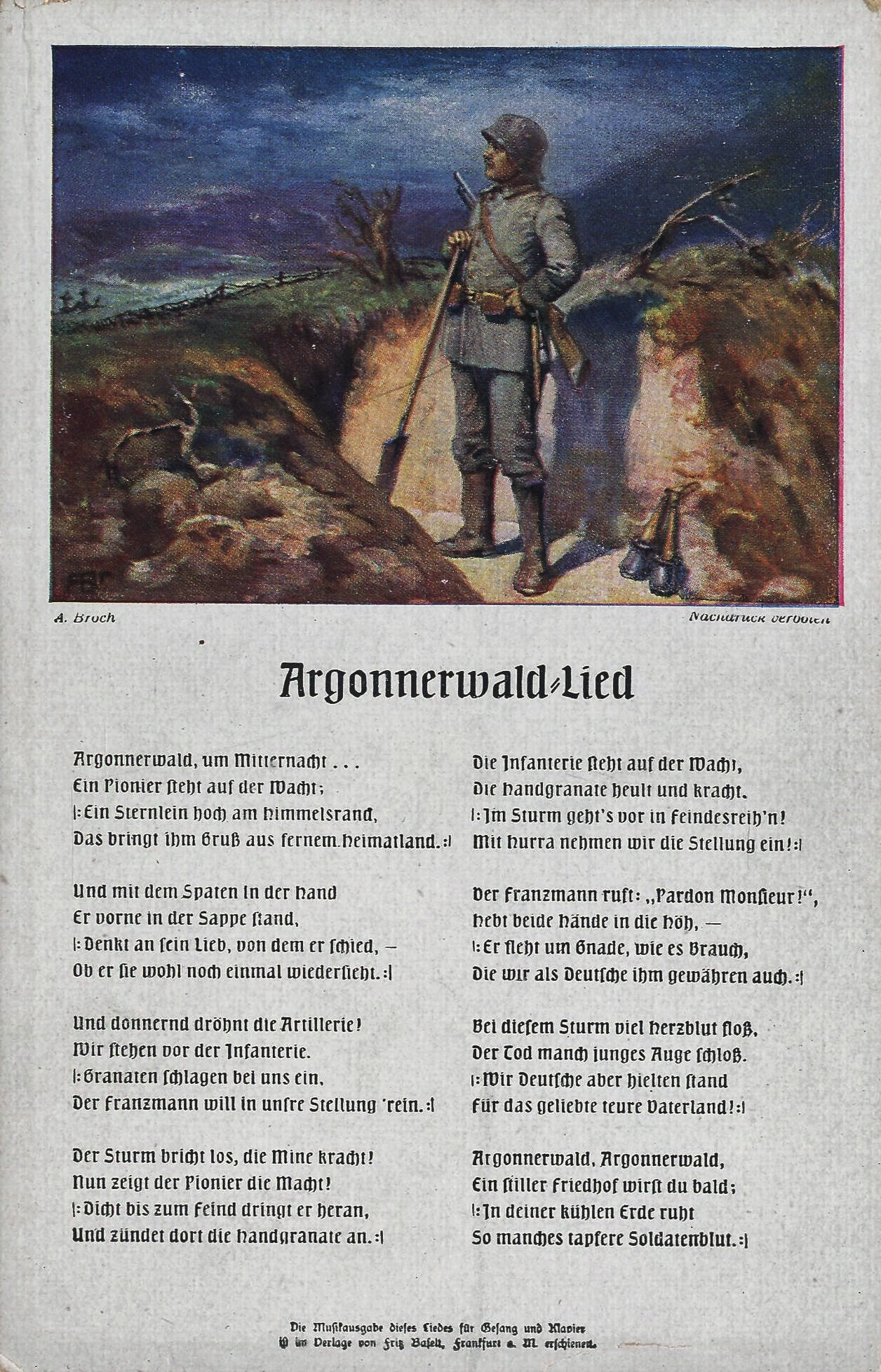
Argonnerwaldlied, pohlednice z první světové války

Argonnerwaldlied je německý vojenský pochod. Píseň složil Hermann Albert von Gordon v letech 1914/15.
Píseň je přednášena z pohledu ženisty s měnícími se pocity o lásce k vlasti, hrdinství a smutku. Pozadí písně je, že význam ženijního vojska byl v zákopové válce opravdu důležitý. Píseň je také často označována jako Pionierlied.

## Text písně
1. Argonnerwald, um Mitternacht,
Ein Pionier stand auf der Wacht.
|: Ein Sternlein hoch am Himmel stand,
   Bringt ihm ’nen Gruß aus fernem Heimatland. :|
2. Und mit dem Spaten in der Hand
Er vorne in der Sappe stand.
|: Mit Sehnsucht denkt er an sein Lieb:
   Ob er sie wohl noch einmal wiedersieht? :|
3. Und donnernd dröhnt die Artill’rie.
Wir stehen vor der Infanterie.
|: Granaten schlagen bei uns ein,
   Der Franzmann will in unsere Stellung ’rein. :|
4. Er frug nicht warum und nicht wie,
Tat seine Pflicht wie alle sie.
|: In keinem Liede ward’s gehört,
   Ob er geblieben oder heimgekehrt. :|
5. Bedroht der Feind uns noch so sehr,
Wir Deutsche fürchten ihn nicht mehr.
|: Und ob er auch so stark mag sein,
   In unsere Stellung kommt er doch nicht ’rein. :|
6. Der Sturm bricht los, die Mine kracht,
Der Pionier gleich vorwärts macht.
|: Bis an den Feind macht er sich ran
   Und zündet dann die Handgranate an. :|
7. Die Infantrie steht auf der Wacht,
Bis daß die Handgranate kracht,
|: Geht dann mit Sturm bis an den Feind,
   Mit Hurra nimmt sie dann die Stellung ein. :|
8. Der Franzmann ruft: Pardon Monsieur!
Hebt beide Hände in die Höh,
|: Er fleht uns dann um Gnade an,
   Die wir als Deutsche ihm gewähren dann. :|
9. Bei diesem Sturm viel Blut auch floß,
Manch junges Leben hat’s gekost’.
|: Wir Deutsche aber halten stand,
   Für das geliebte, teure Vaterland. :|
10. Argonnerwald, Argonnerwald,
Ein stiller Friedhof wirst du bald!
|: In deiner kühlen Erde ruht
   So manches tapfere Soldatenblut. :|
11. Und komm’ ich einst zur Himmelstür,
Ein Engel Gottes steht dafür:
|: Argonnerkämpfer, tritt herein,
   Hier soll für dich der ew’ge Friede sein. :|
12. Du Pionier um Mitternacht,
Heut’ steht ganz Deutschland auf der Wacht.
|: In Treue fest, im Wollen rein,
   Als eine neue starke Wacht am Rhein! :|
Als 9. Kehrvers wird auch folgender gesungen:
9. Und droht der Feind uns noch so sehr,
wir Deutsche fürchten ihn nicht mehr,
|: und ob er auch so stark mag sein,
   in unsere Stellung kommt er doch nicht rein. :|